# Stadtarchiv Bozen

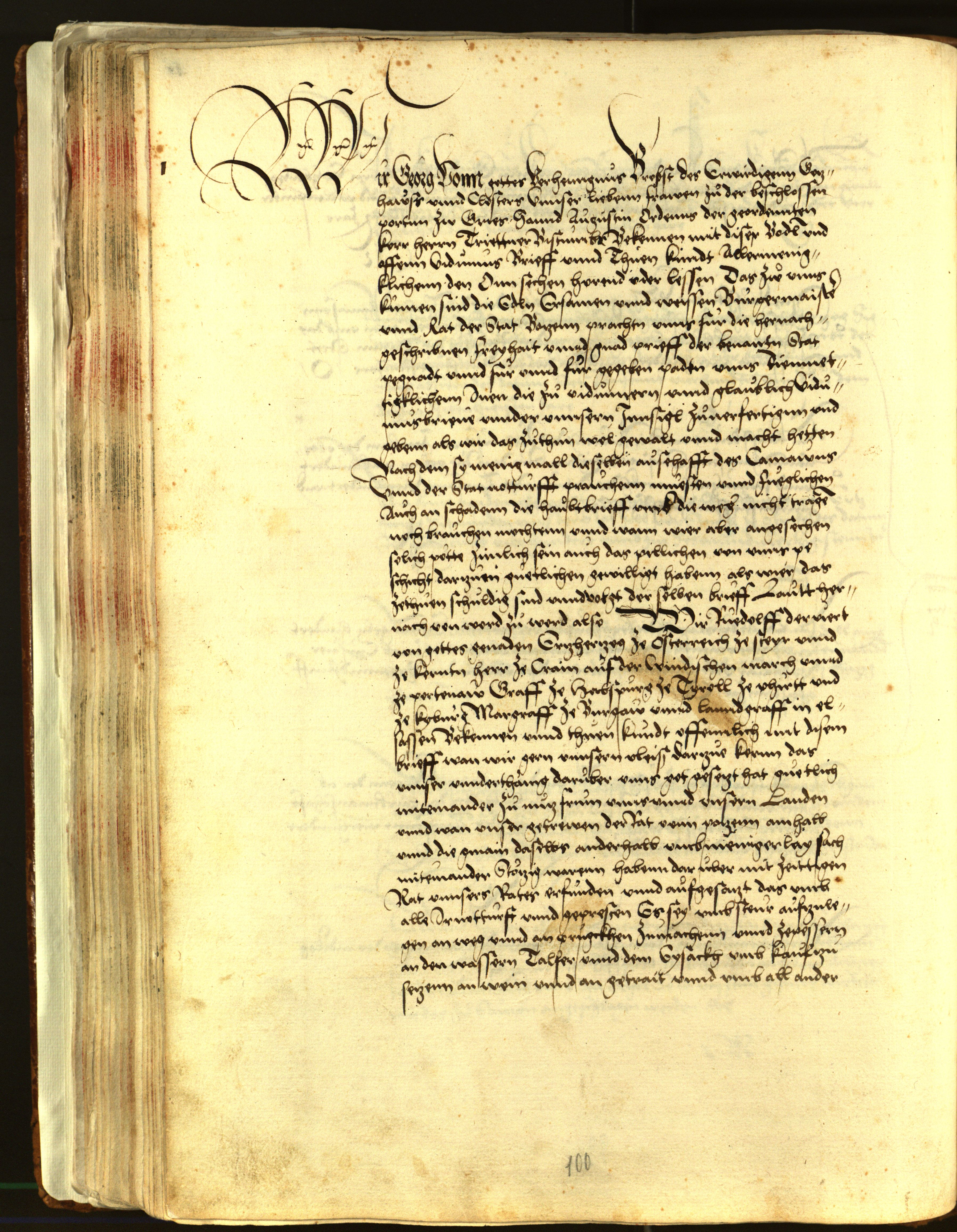
Das Bozner Stadtbuch aus den Jahren 1472–1525; auf fol. 76v eine Abschrift des 1363 von Herzog Rudolf von Österreich erteilten Stadtratprivilegs

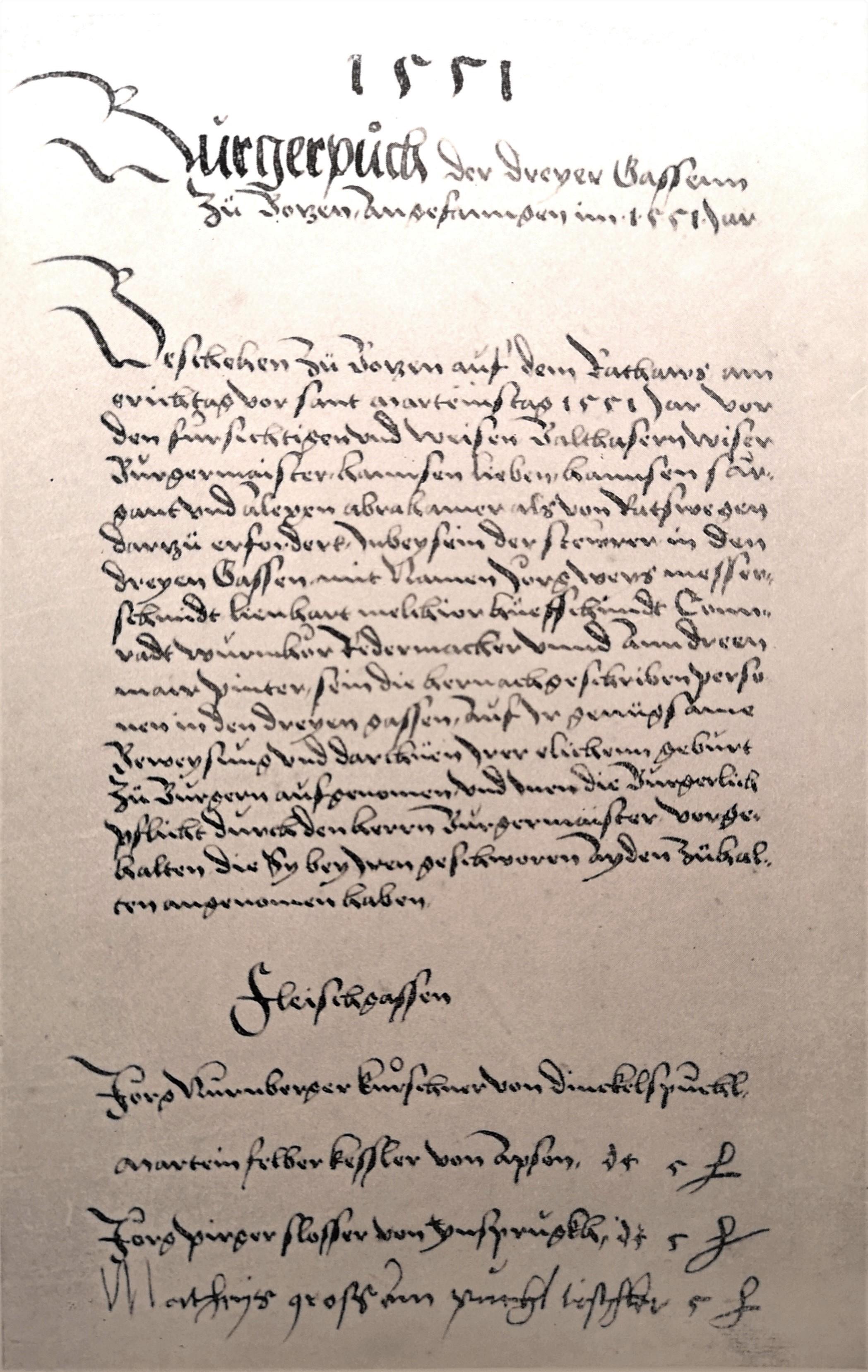
Das Bozner Bürgerbuch von 1551, Hs. 2713, fol. 2a

Das Stadtarchiv Bozen (italienisch Archivio Storico della Città di Bolzano) ist die zentrale Verwahrungs- und Dokumentationsstelle der Südtiroler Landeshauptstadt Bozen. Es ist im Alten Rathaus in den Lauben angesiedelt und verfügt über eine umfangreiche Archivaliensammlung, die in Teilen bis ins Mittelalter zurückgeht. Das Schrift-, Plan- und Dokumentationsgut spiegelt die historische Entwicklung Bozens und der Südtiroler Region wider. Die Bestände sind zu überwiegenden Teilen in deutscher Sprache verfasst, frühe Urkunden hingegen in Latein, Dokumente ab den 1920er Jahren auch auf Italienisch.

## Geschichte
Bereits aus dem späten 15. Jahrhundert sind Maßnahmen zur Aufbewahrung, Ordnung und Nutzung des kommunalen Schriftguts dokumentiert. Während der Amtszeit des Bürgermeisters Franz von Gumer beschloss der Stadtrat am 4. Jänner 1776 die zentrale Sammlung aller Archivalien im neuerrichteten Rathaus in den Lauben (das heutige Alte Rathaus). Im frühen 20. Jahrhundert erfolgte eine grundlegende Neuordnung und -aufstellung (darunter Einführung eines einheitlichen Inventars) des Archivs im Stadtmuseum Bozen, das als Aufbewahrungsort der älteren Bestände diente, während neuere Akten im neuen Rathaus verblieben. 2002 konnten alle Bestände im Alten Rathaus wieder zusammengeführt werden. Zu den herausragenden Leitern des Archivs zählen Rudolf Marsoner (1924–1928) und Hannes Obermair (2009–2017).

## Bestände
Die Bestände des Stadtarchivs, die überwiegend kommunale Verwaltungstätigkeit dokumentieren, reichen bis ins 13. und 14. Jahrhundert zurück und umfassen Urkunden, Akten und Handschriften (Amtsbücher), wobei diese bis heute gültige Archivtektonik der Altbestände von Karl Klaar um 1910/11 geschaffen wurde. Gelagert werden nicht nur Archivalien der Stadt Bozen, sondern auch der ehemaligen Gemeinden Gries und Zwölfmalgreien, der Landgemeinde Leifers, sowie Archive anderer örtlicher Körperschaften und Vereinigungen, darunter einer bürgerlichen Schützengilde, deren Jahresabrechnungen mit 1488 einsetzen. Zu den wertvollsten Handschriften zählen das Bozner Stadtbuch aus der Wende vom 15. zum 16. Jahrhundert sowie das im 16. Jahrhundert angelegte Bozner Bürgerbuch.

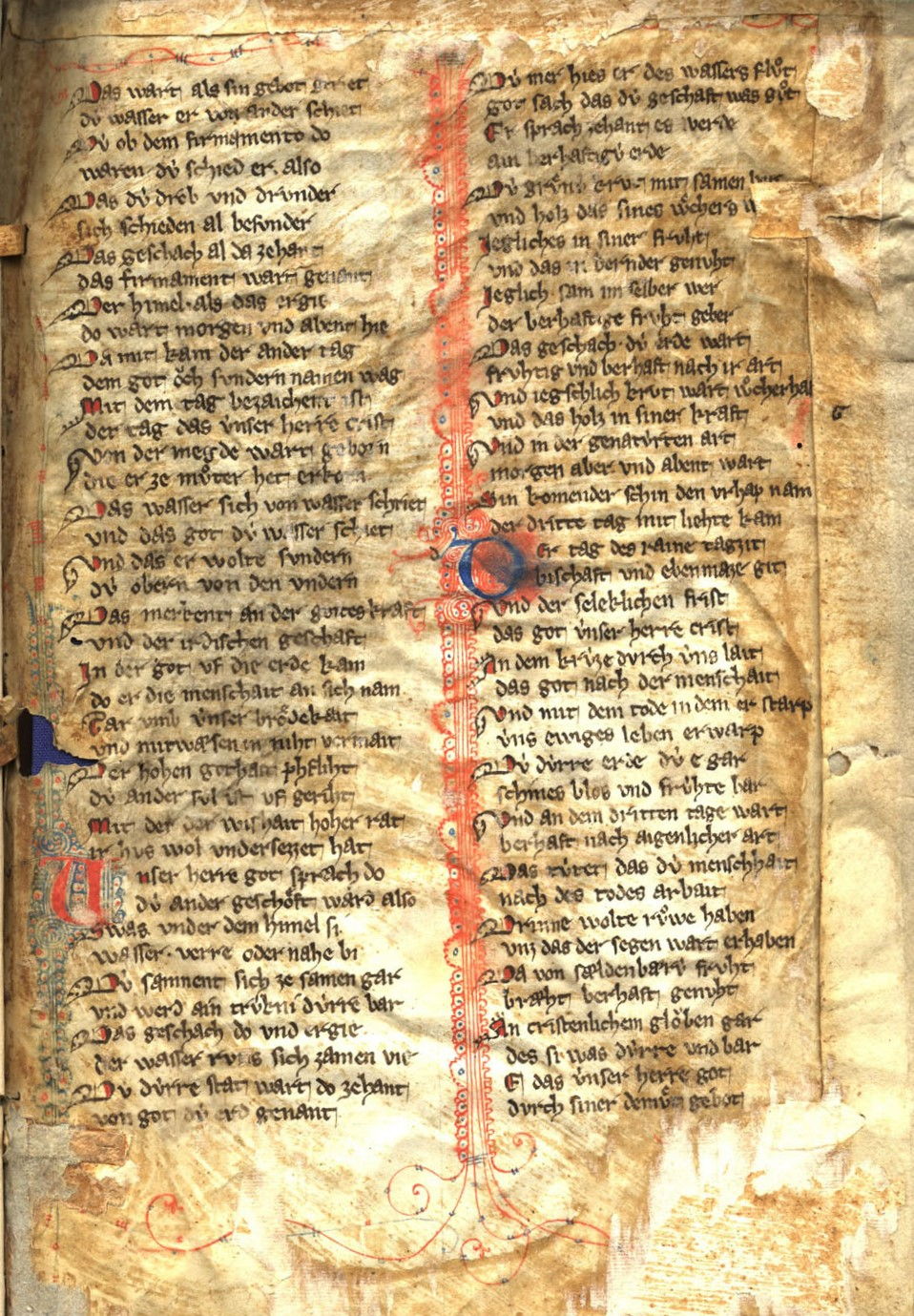
Fragment der Christherre-Chronik aus dem 14. Jahrhundert, Hs. 683 (Umschlag) des Stadtarchivs

Von besonderer Bedeutung ist das umfangreiche Archiv des ehemaligen Bozner Heilig-Geist-Spitals. Die älteste Überlieferung des Stadtarchivs ist ein Fragment des 12. Jahrhunderts, das einen Ausschnitt eines Bibelkommentars von Beda Venerabilis enthält. Die älteste Originalurkunde datiert vom 2. April 1223 und betrifft das Kirchlein St. Georg in Wangg im Bozner Leitach. Auch das Fragment einer Christherre-Chronik aus dem 14. Jahrhundert findet sich unter den Beständen.
Überregional interessant ist eine dichte frühe Überlieferung ab dem 13. Jahrhundert, deren Besonderheit im Nebeneinander von Notariatsinstrument und Siegelurkunde sowie dem damit verbundenen Sprachenpaar Lateinisch-Deutsch begründet ist.

## Dienstleistungen
Das Stadtarchiv ist öffentlich zugänglich und kostenfrei benützbar. Es steht auch eine Präsenzbibliothek zur Verfügung. Über das Projekt «BOhisto: Bozen-Bolzano’s History Online» werden historische Ratsprotokolle digitalisiert und auf der Website des Stadtarchivs online gestellt. In dem den Lauben zugewandten Foyer wird zudem ein Exponat des Monats präsentiert, das Kurioses und Unbekanntes aus den Beständen einem breiteren Publikum bekannt machen soll.
Eine statistische Erhebung über die Zufriedenheit der Nutzerinnen und der Nutzer des Stadtarchivs von 2017 ergab überdurchschnittliche Werte.